# 答亦儿
答亦儿（蒙古语转写：Dayir，羅馬化：Dāīr，见《集史》；？—1244年），出身晃豁坛部，是13世纪初蒙古帝国的千户长之一。《元朝秘史》等汉文史料中记作答亦儿、荅亦儿、塔亦儿、岱儿拔都。

## 生平
答亦儿是弘吉剌氏族长蒙力克·额赤格的亲属。他开始效力于成吉思汗的经历和时间不详，在1206年蒙古帝国建国时，被成吉思汗任命为95名千户长之一，《元朝秘史》功臣表中位列第36位。答亦儿与札剌亦儿部的亦鲁该、别速部的迭该、速勒都思部的亦剌黑秃阿等人的千户被赐予成吉思汗的三儿子窝阔台，成为窝阔台汗国的基础。在蒙古征服花剌子模王朝时，答亦儿跟随成吉思汗率领的主力部队，在劝降咱儿纳黑城和讷儿城时立下功劳。
成吉思汗去世后，窝阔台即位，开始派遣“探马赤（边境镇戍军）”。首先向西面的伊朗方向派遣了绰儿马罕率领的4万探马赤（也称为探马军），随后又决定增派二万探马赤作为后续部队。于是答亦儿被任命为这二万探马赤的长官，派往西方。当绰儿马罕率领的探马赤进军阿塞拜疆地区时，答亦儿率领的探马赤则进军印度方向，这支探马赤从此以“印度斯坦·克什米尔的探马赤”闻名。绰儿马罕设置的达鲁花赤被札兰丁麾下的武将喀拉察、牙罕孙忽儿杀害的事件。窝阔台听说此事后，命令印度方面的探马赤军主将答亦儿进军呼罗珊，成帖木儿在命令执行前先派怯勒孛剌讨伐喀拉察等人，独自恢复了当地治安。答亦儿以窝阔台敕令为由要求接管呼罗珊统治权，因此通知成帖木儿退出，绰儿马罕也支持他，但被成帖木儿拒绝。为了对抗达答亦儿等武官的行为，成帖木儿派遣怯勒孛剌前往窝阔台处，陈述呼罗珊的实际情况和自己的立场。
据《赫拉特史记》记载，答亦儿在巴忒吉思屯驻，于1244年去世，其子哈剌卡特·那颜继承了他的职位。“印度斯坦·克什米尔的探马赤”之后相继由蒙格秃、斡豁秃儿接管，后来在撒里·那颜时期成为伊儿汗国的一部分。由于与印度人混血，“印度斯坦·克什米尔的探马赤”被称为“喀拉温那斯”，逐渐成为印度地区的重要军阀。

## 蒙力克家族
- 蒙力克·额赤格（Mönglik Ečige，منکلیک یجیکه/Munklīk Ījīka）
  - 阔阔出（Kököčü，کوکجو/Kūkajū）
    - 钦察（Qibčaq，قبچاق/Qibchāq）

  - 脱栾扯儿必（Tulun Čerbi，تولون چربی/Tūlūn Cherbī）
    - 伯八（Baibaq）
      - 八剌（Baraq）
        - 何都兀赤（Adūči）

      - 不兰奚（Buralqi）

  - 速亦客秃·扯儿必（Süyiketü Čerbi，سوکتو چربی/Sūkātū Cherbī）
  - 速秃那颜（Sutu noyan，سوتو نویان/Sūtū Nūyān）
  - 答亦儿（Dayir，دایر/Dāīr）
    - 哈剌卡特·那颜（Halaqato noyan ＞هلقتو نویان/Halaqatū Nūyān）